# سرگئی یرمالینسکی
سرگئی الکساندروویچ یرمالینسکی (روسی: Сергей Александрович Ермолинский؛ ‏ ۱۴ دسامبر ۱۹۰۰ – ۱۸ فوریهٔ ۱۹۸۴) روزنامه‌نگار و فیلم‌نامه‌نویس اهل امپراتوری روسیه بود.
از فیلم‌هایی که وی در آن‌ها نقش داشته‌است، می‌توان به بهاری بی‌نظیر اشاره نمود.
وی همچنین برندهٔ جوایزی همچون نشان پرچم سرخ کار شده‌است.